# Hans Niemeyer (Jurist)

Hans Niemeyer

Hans Niemeyer (* 9. Juli 1834 in Magdeburg; † 17. Dezember 1917 in Essen) war ein deutscher Justizrat und Mäzen der Musik.

## Leben
Hans Niemeyer war der Sohn des Arztes Carl Eduard Niemeyer. Er besuchte das Gymnasium Fridericianum in Erlangen, an dem er 1851 das Abitur ablegte. Es folgten für ein Jahr literarische Privatstudien in Bayreuth und infolge ein Studium der Rechtswissenschaften in Berlin, Erlangen, Halle und München.
Ab 1856 war Niemeyer für zwei Jahre Auskultator in Greifswald und im Anschluss Referendar in Duisburg. 1862 legte er das Assessor-Examen ab und arbeitete dann als Hilfsrichter im Appellationsgericht in Hamm, heute Oberlandesgericht Hamm. Es folgten ab 1865 die Tätigkeit als Rechtsanwalt und Notar in Warburg. 
Im Frühjahr des Jahres 1876 siedelte er nach Essen über, wo er als Anwalt ein gewisses Ansehen erlangte. Seit 1886 war Niemeyer Vorsitzender des Essener Musikvereins und erwarb sich große Verdienste um das Essener Musikleben. Dabei war er Anreger und Organisator künstlerischer Bestrebungen in der Stadt Essen. Er trug zur Errichtung des Jahrhundertbrunnens im Essener Stadtkern bei und entwarf des Schriftzug Rüstig zur Arbeit – froh in der Rast.
Hans Niemeyers Söhne aus Kinder aus erster Ehe mit Hildegard waren der Justizrat und Publizist Victor Niemeyer, der Völkerrechtler Theodor Niemeyer sowie Kurt und Berthold Niemeyer. Aus der zweiten Ehe mit Marie entstammen der Maler und Architekt sowie Professor an der Kunsthochschule München Adelbert Niemeyer und die Töchter Hildegard und Marga.
Er ist auf dem Südwestfriedhof Essen beigesetzt. Das Grabmal ist noch vorhanden. Im Essener Stadtteil Stadtwald ist die Hans-Niemeyer-Straße seit 31. Mai 1930 nach ihm benannt.

## Weblink
- Historisches Portal Essen – Porträt: Hans Niemeyer